# نیوتونبرگ (ویسکانسین)
نیوتونبرگ (به انگلیسی: Newtonburg) یک منطقهٔ مسکونی در ایالات متحده آمریکا است که در نیوتن واقع شده‌است. نیوتونبرگ ۲۴۶٫۸۹ متر بالاتر از سطح دریا قرار دارد.